# Institución Educativa Andrés Bello
La Institución Educativa Andrés Bello es fundada en 1932, en el distrito de Miraflores, Lima, Perú. Lleva el nombre de Andrés Bello (1781-1865), quien tuvo una gran influencia intelectual en el siglo XIX.

## Historia
La Institución Educativa 7001 “Andrés Bello” abre sus puertas en 1932 luego que el Señor Daniel Ruzo De los Heros construyera un terreno en el año 1930 y dos años después arrendara dicho predio al Ministerio de Educación. Es así como la institución empieza a brindar los primeros servicios educativos con un área construida de 766 m2 y que colindaba hasta la Av . Primavera (hoy Av. Angamos) y la calle Babadilla (hoy General Belisario Suárez)
El ministerio de Educación apertura el servicio Educativo básico de escuela Primaria de menores, donde los niños mayormente beneficiados eran del fundo Surquillo que venían de los solares hechos de quincha cercanos al distrito de Miraflores.
Luego de muchos años, con Resolución Ministerial N° 994 del 31 de marzo de 1971 se crea en este predio la escuela integrada de menores 7001 del distrito de Miraflores, que posteriormente adoptaría el nombre de “Andrés Bello”. En el gobierno del presidente Alberto Fujimori, se pierde gran parte del terreno que llegaba hasta la Av . Angamos, quedando con lo que existe en la actualidad.
A finales del gobierno de Alberto Fujimori, se termina de definir los planos y órdenes de construcción del nuevo local escolar, haciendo efectiva dicha construcción en el gobierno del Señor Alejandro Toledo Manrique en el año 2002.
Por muchos años la institución educativa tuvo como director al Prof . Víctor Olivera Torres. Posteriormente luego de un concurso de directivos convocado por el Ministerio de Educación, asume la conducción el Licenciado José Alberto Guerra Velásquez en el año 2014. Asimismo, en otro concurso convocado por el Ministerio de Educación, se hace cargo la Licenciada María Meneses Meneses, desde los años 2015 al 2019.